# Sajyn Sjapaghatov
Sajyn Sjapaghatov (kazakiska: Сайын Шапағатов) är en by i Mangghystau i Kazakstan, belägen vid Kaspiska havet och intill Aqtau internationella flygplats, cirka 20 kilometer norr om Aqtau. Reguljär busstrafik trafikerar Sajyn Sjapaghatov från Aqtau. I orten finns även en stor moské. Under 2023 pågick asfaltering av byns gator.
Sajyn Sjapaghatov var den närmsta bebyggelsen till platsen där Azerbaijan Airlines Flight 8243 havererade den 25 december 2024, och varifrån vittnesfilmer spelades in.